# Bolsterlanger Horn
Das Bolsterlanger Horn ist ein 1586,2 m ü. NHN hoher Nebengipfel des Weiherkopfsin den Allgäuer Alpen in Bayern. Da sich der Gipfel mit dem Charakter eines Grasbergs über der Gemeinde Bolsterlang erhebt, gilt er als Hausberg dieses Ortes. Das Bolsterlanger Horn gehört zur Hörnergruppe.

## Aufstieg
Der Normalweg führt von der Bergstation der Hörnerbahn durch einen Waldweg in nur etwa zehn Minuten auf den Gipfel.

## Besonderheiten
Im Jahr 2009 wurde der Weg auf den Gipfel von der Hörnerbahn zu einem Besinnungsweg gemacht.

## Gipfelkreuz
Auf dem Gipfel befindet sich ein Kreuz mit Spiegeln, welches bei Sonnenschein hell aufleuchtet. Es wurde im Jahr 2021 durch die Jodlergruppe Bolsterlang erneuert.